# پین سلست
پین سلست (به انگلیسی: Celeste Pin؛ زادهٔ ۲۵ آوریل ۱۹۶۱ – درگذشتهٔ ۲۲ ژوئیهٔ ۲۰۲۵) بازیکن فوتبال اهل ایتالیا بود.
از جمله باشگاه‌هایی که وی در آن‌ها، بازی کرده‌است می‌توان به باشگاه فوتبال هلاس ورونا، باشگاه فوتبال پروجا، باشگاه فوتبال فیورنتینا و باشگاه فوتبال روبور سیه‌نا اشاره کرد.

## درگذشت
سلست در ۲۲ ژوئیهٔ ۲۰۲۵، بر اثر خودکشی در سن ۶۴ سالگی در فلورانس، ایتالیا درگذشت.